# ساکاچی

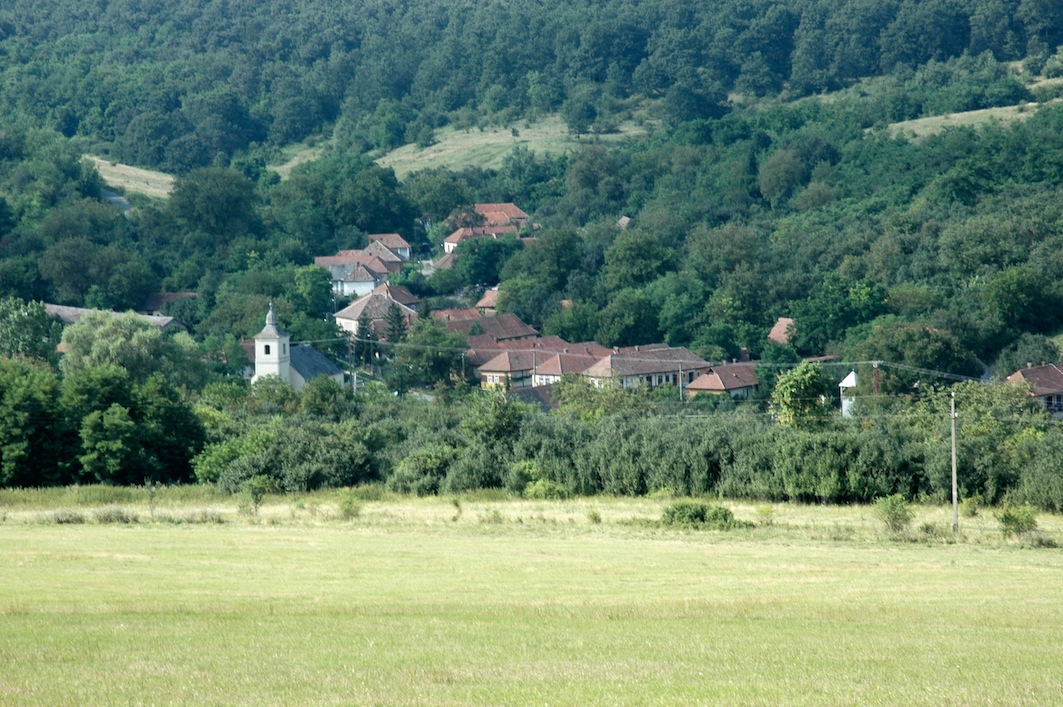
نمایی از ساکاچی مجارستان

ساکاچی (به مجاری:  Szakácsi) یک منطقهٔ مسکونی در مجارستان است که در ناحیه ادلنی واقع شده‌است.